# Piste (voirie)
Pour les articles homonymes, voir Piste.

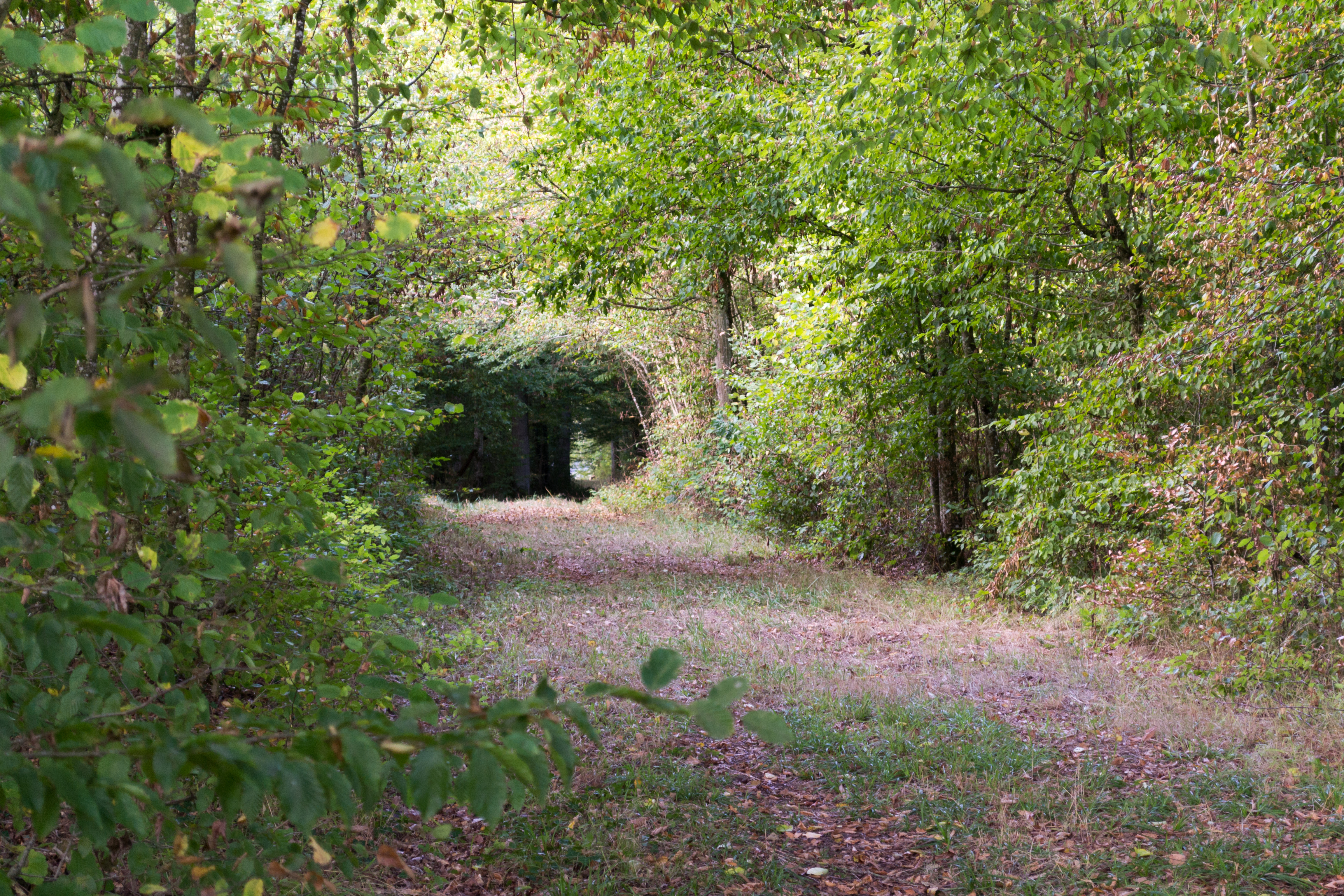
Une piste forestière

Une piste est un type de voirie destinée à la circulation piétonne ou de véhicules, qui présente un aspect minéral, sans être revêtue (par exemple par un enrobé).
La piste aura des propriétés diverses selon le terrain qui la supporte. Elle peut apparaître par exemple sous forme de piste de graviers ou de latérite. Les appellations locales varient, « gravel road » en anglais, « ripio » en espagnol.
Contrairement aux voies revêtues, la traficabilité de telles voies peut fortement dépendre de la météo. Lors de fortes précipitations, certaines pistes peuvent devenir de véritables fondrières.